# Livo (Trentino)
Livo, németül: Lifers,  település Olaszországban, Trento megyében. Lakosainak száma 753 fő (2023. január 1.). Livo Bresimo, Novella, Cis, Rumo és Cles községekkel határos.

## Népesség
A település népességének változása:

| 2018 | 826 |
| 2023 | 753 |